# جبل ثور
جبل غار ثور،
يقع جبل ثور على بعد أربعة كيلومترات جنوبي المسجد الحرام، ويقع في أعلاه غار ثور الذي مكث فيه رسول الله ﷺ مع صاحبه أبي بكر الصديق  في رحلة الهجرة إلى المدينة المنورة ثلاث ليالٍ؛ تخفياً من ملاحقة قريش لهما. وقد ورد ذكر هذا الغار الذي التجأ إليه رسول الله ﷺ وأبو بكر الصديق  في القرآن الكريم في قوله : ﴿إِلَّا تَنْصُرُوهُ فَقَدْ نَصَرَهُ اللَّهُ إِذْ أَخْرَجَهُ الَّذِينَ كَفَرُوا ثَانِيَ اثْنَيْنِ إِذْ هُمَا فِي الْغَارِ إِذْ يَقُولُ لِصَاحِبِهِ لَا تَحْزَنْ إِنَّ اللَّهَ مَعَنَا فَأَنْزَلَ اللَّهُ سَكِينَتَهُ عَلَيْهِ وَأَيَّدَهُ بِجُنُودٍ لَمْ تَرَوْهَا وَجَعَلَ كَلِمَةَ الَّذِينَ كَفَرُوا السُّفْلَى وَكَلِمَةُ اللَّهِ هِيَ الْعُلْيَا وَاللَّهُ عَزِيزٌ حَكِيمٌ ۝٤٠﴾.

## نبذة
من تسمية جبل ثور اُشْتُقَّ اسم الغار، غار ثور الذي مكث فيه الرسول محمد بن عبد الله ﷺ وأبو بكر الصديق  ثلاث ليالٍ، أثناء هجرته إلى المدينة المنورة.
وأثناء وجودهما في الغار جاءت قريش تبحث عنهما، حتى وقفت على فم الغار، إلا أن الله ردها بفضله وقدرته، يقول أبو بكر : لو أن أحدهم نظر إلى قدميه لأبصرنا تحت قدميه. فقال له النبي ﷺ: «يا أبا بكر ما ظنك باثنين الله ثالثهما». وقد ذكر الله  هذه الحادثة والغار في كتابه حيث قال : ﴿إِلَّا تَنْصُرُوهُ فَقَدْ نَصَرَهُ اللَّهُ إِذْ أَخْرَجَهُ الَّذِينَ كَفَرُوا ثَانِيَ اثْنَيْنِ إِذْ هُمَا فِي الْغَارِ إِذْ يَقُولُ لِصَاحِبِهِ لَا تَحْزَنْ إِنَّ اللَّهَ مَعَنَا فَأَنْزَلَ اللَّهُ سَكِينَتَهُ عَلَيْهِ وَأَيَّدَهُ بِجُنُودٍ لَمْ تَرَوْهَا وَجَعَلَ كَلِمَةَ الَّذِينَ كَفَرُوا السُّفْلَى وَكَلِمَةُ اللَّهِ هِيَ الْعُلْيَا وَاللَّهُ عَزِيزٌ حَكِيمٌ ۝٤٠﴾.

## الموقع
ويقع غار ثور على بعد نحو أربعة كيلومترات عن مكة المكرمة، في الجهة الجنوبية من المسجد الحرام. وارتفاعه نحو 748 مترا من سطح البحر. وهو عبارة عن صخرة مجوفة ارتفاعها 1.25م، وله فتحتان: فتحة غربية وهي التي دخل منها النبي ﷺ وأبو بكر ، وأخرى شرقية.

## زيارته
لم يرد في الشرع ما يرِّغب في زيارة غار ثور، وعليه فلا يجوز لمسلم أن يقصد زيارته معتقدا أن لتلك الزيارة فضيلة ثابتة، فضلا عن أن يزوره بنية التبرك بأرضيته أو أحجاره، فإن ذلك من البدع المحرمة. أما زيارته بغير تلك النية فلا شيء فيها.